# 36 Crazyfists
36 Crazyfists é uma banda americana de new metal formada em 1994 em Anchorage, Alaska.

## Integrantes
- Brock Lindow - vocal
- Steve Holt - guitarra
- Brett 'BUZZARD' Makowski - baixo
- Thomas Noonan - bateria

## Discografia
Álbuns
- 2002: Bitterness the Star
- 2004: A Snow Capped Romance
- 2006: Rest Inside the Flames
- 2008: The Tide And Its Takers
- 2010: Collisions and Castaways
- 2015: Time and trauma
- 2017: Lanterns

EP
- 1995: Boss Buckle
- 1997: Suffer Tree
- 1997: In The Skin
- 1999: Demo '99
- 2008: The Oculus

DVDs
- 2009: Underneath a Northern Sky